# Trujillanos BBC
Trujillanos BBC es un equipo de béisbol de la Liga Nacional Bolivariana de Béisbol, el cual pertenece a la división Andino Llanera. El equipo tiene sede en la capital del estado Trujillo y juega en el estadio Dr. Humberto González Albano. La fanaticada de equipo trujillano es considerada la mejor de la liga, debido a la gran asistencia cada vez que el equipo se presenta. 

## Temporadas 2013 y 2014
En las temporada 2013, de la mano del mánager Medardo Fernández, logran el campeonato de la división Andino Llanera, al ganarles en casa a los vigentes campeones de la liga Petroleros de Barinas. Con este campeonato acceden por primera vez a la Super Liga, la cual se organizó en el mismo Trujillo y que mostró llenos absolutos del estadio Dr. Humberto González Albano. Trujillanos BBC se quedó con el Subcampeonato, perdiendo el título por diferencia de carreras, ante el equipo de Tinaquillo. Para la temporada del 2014 se alzan nuevamente con el campeonato Andino Llanero, repitiendo el triunfo en la serie final ante Petroleros, pero esta vez en Barinas.